# اوکسانا کازاکووا
اوکسانا کازاکووا (روسی: Оксана Борисовна Казакова؛ زادهٔ ۸ آوریل ۱۹۷۵) اسکیت‌باز نمایشی اهل روسیه بود.